# Oblastní rada Mate Binjamin
Oblastní rada Mate Binjamin (hebrejsky מועצה אזורית מטה בנימין, anglicky Mateh Binyamin Regional Council) je správní region v Izraeli, v distriktu Judea a Samaří, který se rozkládá severně od Jeruzalému na Západním břehu Jordánu. Oblastní rada má ve znaku vlka a nápis בנימין (Binjamin). Úřad oblastní rady je umístěn v obci Psagot. Předsedou oblastní rady je Avi Ro'e.

## Dějiny
Oblastní rada Mate Binjamin byla založena v květnu 1979. V té době již na jejím území existovalo několik izraelských osad. Jako první byla založena Mevo Choron (1970). Výraznější osidlovací aktivita začala v letech 1975-77, zejména poté, kdy vznikla v centrálním Samařsku osada Ofra. V současnosti je součástí Oblastní rady Mate Binjamin přes 30 izraelských osad. Mezi nimi se nachází i několik větších sídel, která geograficky jsou součástí regionu Binjamin ale administrativně jsou samostatné (mají buď statut města: Modi'in Illit, nebo místní rady: Giv'at Ze'ev, Har Adar a Bejt El). Počátkem 21. století byla část území oblastní rady zahrnuta do Izraelské bezpečnostní bariéry a oddělena tak od okolních arabských vesnic. Týká se to osad v aglomeraci Modi'in Valley (Chašmonajim, Matitjahu, Na'ale, Nili a Mevo Choron, kde již byla bariéra dokončena. U obcí severně od Jeruzaléma byla dle stavu k roku 2008 bariéra dokončena jen částečně. Týká se to obce Bejt Choron. Obce Kfar Adumim, Almon, Alon a Nofej Prat východně od Jeruzaléma mají být do bariéry zahrnuty, ale k roku 2008 nebyla tato bariéra ještě postavena, ani nebyla oficiálně vytyčena její trasa. Zbylé osady se nacházejí hlouběji ve vnitrozemí Západního břehu Jordánu, často v obklopení palestinskými vesnicemi a městy.

## Seznam sídel
- Almon
- Alon
- Ateret
- Bejt Choron
- Dolev
- Eli
- Geva Binjamin
- Giv'on ha-Chadaša
- Chalamiš
- Chašmona'im
- Kfar Adumim
- Kfar ha-Oranim
- Kochav ha-Šachar
- Kochav Ja'akov
- Ma'ale Levona
- Ma'ale Michmas
- Matitjahu
- Mevo Choron
- Micpe Jericho
- Na'ale
- Nachli'el
- Nerija
- Nili
- Nofej Prat
- Ofra
- Psagot
- Rimonim
- Šilo
- Švut Rachel
- Talmon

Poznámka: Další sídla mají polooficiální charakter a vznikla dodatečnou expanzí stávajících osad. Některé z nich se postupně osamostatňují, jiné nikoliv. Některým hrozí demolice po rozhodnutí soudů. Jde o následující neoficiální osady (tzv. outposty):
- Adej Ad
- Achija
- Amona (vystěhována r. 2017, náhradou za ni plánována osada Amichaj)
- Eš Kodeš
- Giv'at Har'el
- Giv'at ha-Ro'e
- Charaša
- Kida
- Ma'ale Šlomo
- Micpe Dani
- Micpe Kramim
- Migron
- Zajit Ra'anan

## Demografie
V roce 1987 dosahoval počet obyvatel v správních hranicích oblastní rady 5 700. Do roku 1990 vzrostl na 11 500 a do roku 1995 se opět zdvojnásobil. V roce 2009 přesahoval počet obyvatel ve 34 obcích Oblastní rady Mate Binjamin 50 000. 8 obcí v rámci oblastní rady má sekulární charakter, 4 jsou tvořené smíšenou populací sekulárních a nábožensky založených Izraelců a ostatní jsou nábožensky orientované.
K 31. prosinci 2014 žilo v Oblastní radě Mate Binjamin 57 000 obyvatel. Z celkové populace bylo 56 600 Židů. Včetně statistické kategorie "ostatní" tedy nearabští obyvatelé židovského původu, ale bez formální příslušnosti k židovskému náboženství jich bylo 56 900.
| Rok            | 1983  | 1995   | 2008   | 2009   | 2010   | 2011   | 2012   | 2013   | 2014   |
| -------------- | ----- | ------ | ------ | ------ | ------ | ------ | ------ | ------ | ------ |
| Počet obyvatel | 4 700 | 19 200 | 44 200 | 46 100 | 48 300 | 50 500 | 52 800 | 54 800 | 57 000 |